# Filippo Beroaldo il Giovane
Filippo Beroaldo (Bologna, 1º ottobre 1472 – Roma, 30 agosto 1518) è stato un umanista e bibliotecario italiano.
È detto il Giovane per distinguerlo da Filippo Beroaldo il Vecchio, suo precettore e cugino del padre.

## Biografia
Docente all'università di Bologna dal 1498 al 1502 e successivamente alla Sapienza di Roma, nel 1516 divenne bibliotecario della Biblioteca Vaticana.
Per primo pubblicò (1515) gli Annales di Tacito.